# Meridiano 135 W
O Meridiano 135 W é um meridiano que, partindo do Polo Norte, atravessa o Oceano Ártico, América do Norte, Oceano Pacífico, uma ilha da Polinésia Francesa, Oceano Antártico, Antártida e chega ao Polo Sul. Forma um círculo máximo com o meridiano 45 E.
Começando no Polo Norte, o meridiano 135º Oeste tem os seguintes cruzamentos:
| País, território ou mar | Notas                                                                                   |
| ----------------------- | --------------------------------------------------------------------------------------- |
| Oceano Ártico           |                                                                                         |
| Mar de Beaufort         |                                                                                         |
| Canadá                  | Territórios do Noroeste (Ilha Richards e parte continental), Yukon e Colúmbia Britânica |
| Estados Unidos          | Alasca - Panhandle do Alasca (continente)                                               |
| Canal Lynn              |                                                                                         |
| Estados Unidos          | Alasca - Ilha Lincoln                                                                   |
| Canal Lynn              | Passa a oeste da Ilha Admiralty, Alasca, Estados Unidos                                 |
| Estados Unidos          | Alasca - Ilha Chichagof e Ilha Baranof                                                  |
| Oceano Pacífico         |                                                                                         |
| Polinésia Francesa      | Ilha Mangareva                                                                          |
| Oceano Pacífico         |                                                                                         |
| Oceano Antártico        |                                                                                         |
| Antártida               | Território não reclamado                                                                |